# Serranda

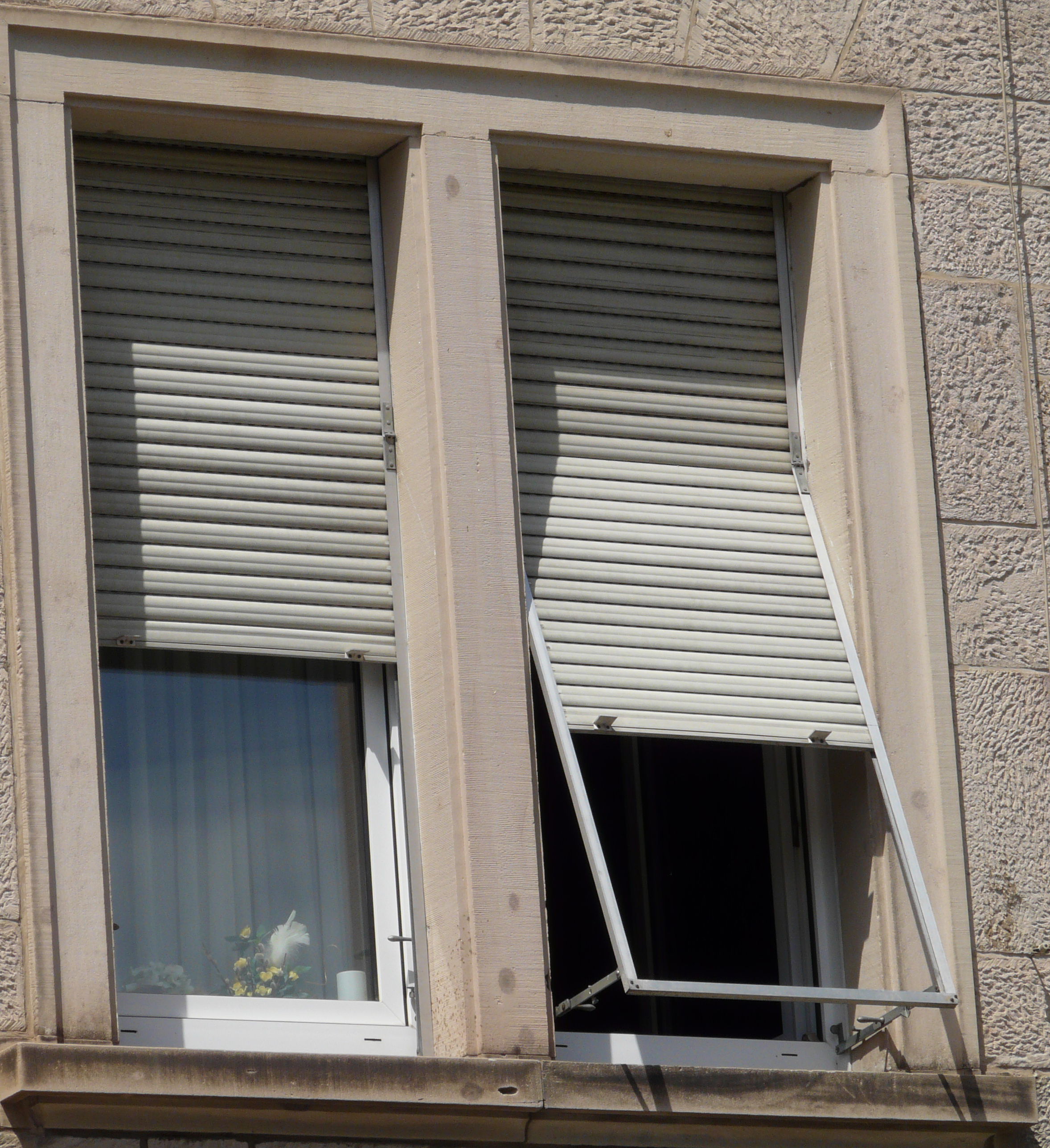
Tapparelle

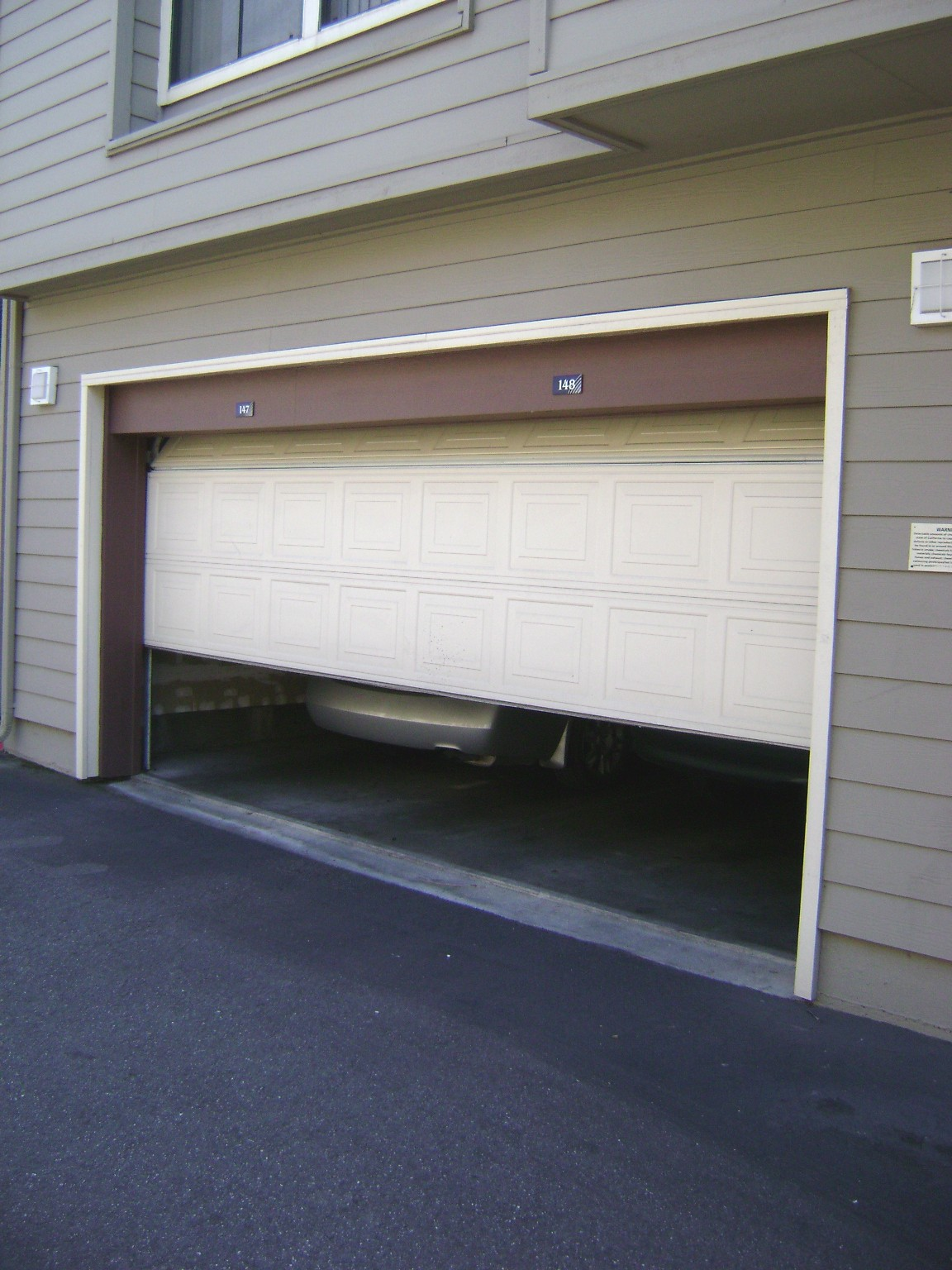
Serranda per autorimessa.

La serranda (anche saracinesca, meno corretto) è un dispositivo meccanico di chiusura avvolgibile utilizzata nei negozi, per la chiusura delle vetrine, nei garage.
Si differenzia dalla tapparella, o persiana avvolgibile, che viene usata nelle abitazioni civili per la chiusura delle finestre, per le dimensioni e lo spessore.
Venne ideata nel 1897 a Torino ad opera dell'azienda Benedetto Pastore.

## Descrizione
La serranda è formata da elementi orizzontali che si avvolgono su di un albero di movimentazione, posto in alto, formato da un tubo bollitore, da pulegge con all'interno una molla per poter agevolare il movimento della stessa, e dalle guide di scorrimento, che sono ferri a "U" messi in verticale per far scorrere al loro interno gli elementi, e vengono chiuse con una serratura centrale che chiude lateralmente un catenaccio (che si incastra sulle guide della serranda).

## Tipologie
Esistono vari tipi di serrande:

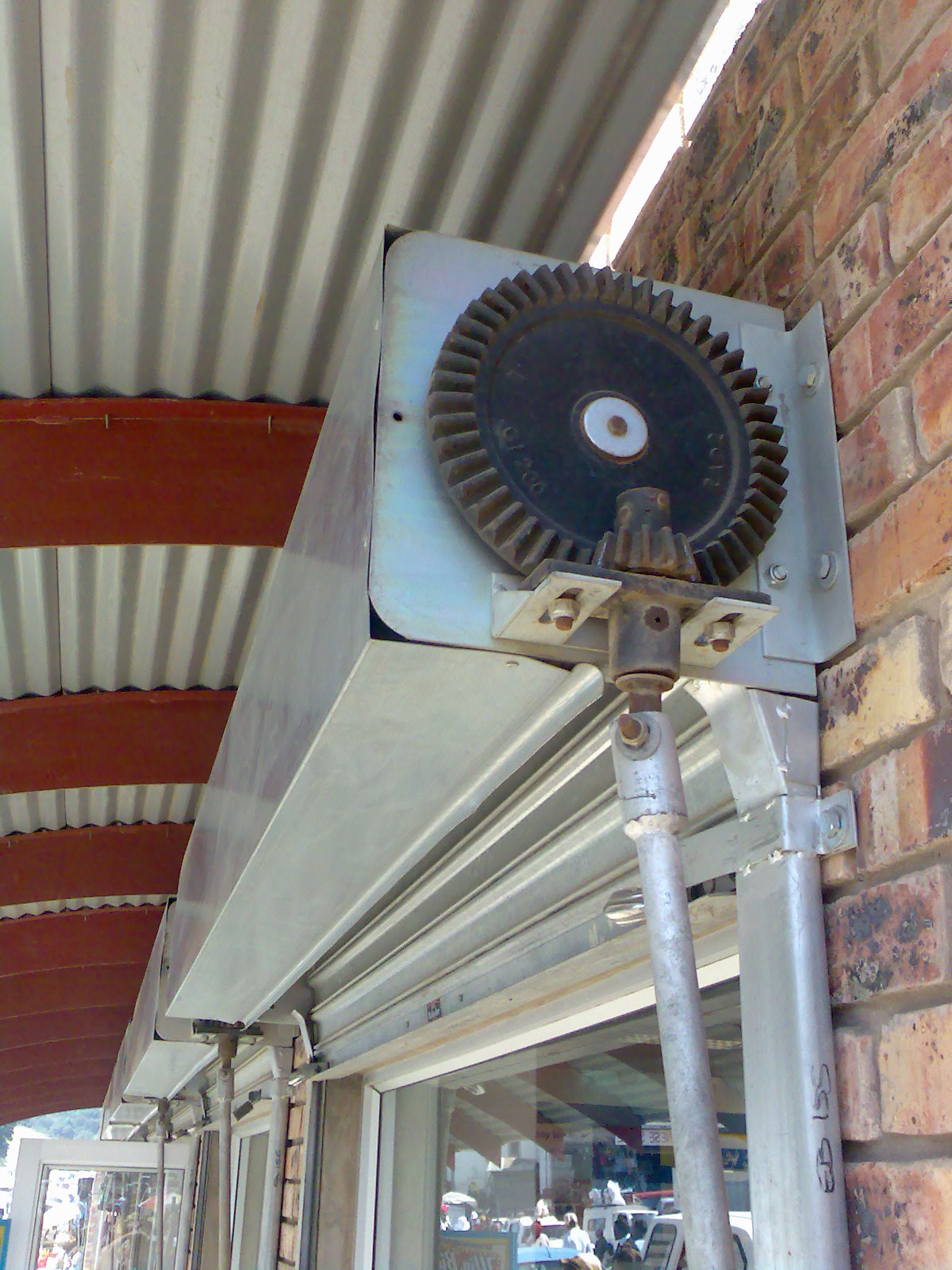
Esempio di funzionamento di una serranda

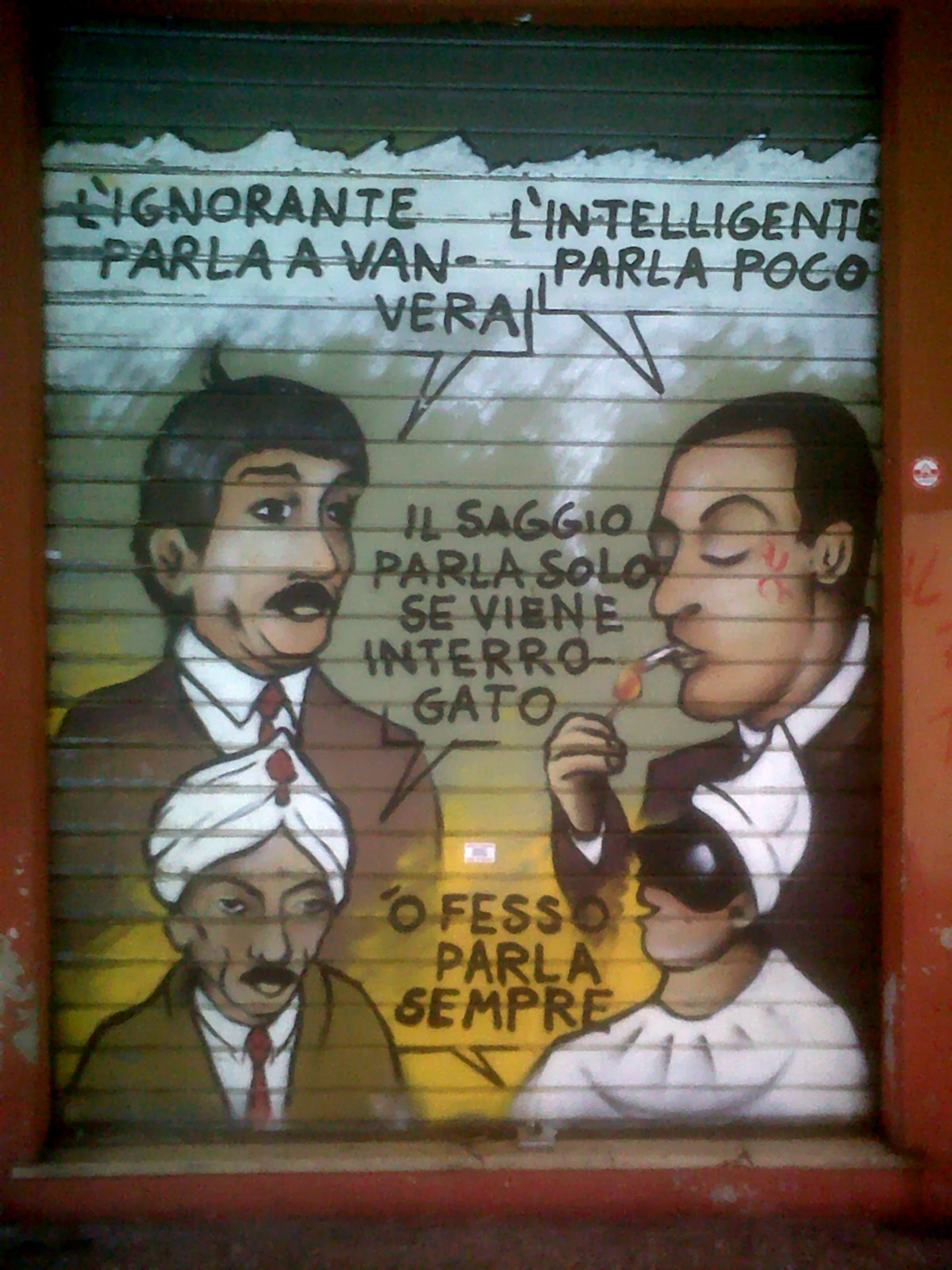
Serranda usata per attività commerciale con impresso sopra una vignetta che esprime un detto popolare

- Cieca: è la classica serranda da negozio con elementi chiusi, che quando è abbassata non consente di vedere quel che c'è dietro;
- A maglia: è la serranda formata da tubi ondulati e maglie metalliche che sembrano formare dei rombi rovesciati, oppure da tubi diritti che formano dei rettangoli, e consente quindi di vedere quello che c'è dietro anche quando è chiusa;
- Microforata: è come la serranda cieca, ma gli elementi hanno dei micro fori per garantire una buona aerazione ed una buona trasparenza delle vetrine dei negozi, pur essendo sempre una serranda corazzata;
- Ad impacchettamento: è sempre una serranda, ma a differenza delle altre che si avvolgono attorno all'albero di movimentazione, si impacchetta su se stessa. Questa per praticità è solitamente utilizzata per supermercati ed ipermercati e ha il vantaggio di poter chiudere spazi di grosse dimensioni senza grande ingombro del cassone e richiedendo meno forza motrice.

Esistono inoltre tipi speciali per impieghi tecnici limitati a certi ambiti, e tra queste vi sono le serrande tagliafuoco.

## La serranda tagliafuoco
La serranda tagliafuoco è un componente d'impianto atto ad impedire in caso di incendio, la propagazione del fuoco attraverso una rete di ventilazione e condizionamento. Le normative ne richiedono l'installazione su tutte le aperture di un compartimento tagliafuoco quali canali, prese d'aria, ecc. per mantenere costanti le capacità protettive "REI" (Resistenza Emissione Isolamento definiti nel 1961 dalla Circolare 91 del Ministero dell'Interno) della struttura muraria. La serranda tagliafuoco deve per legge essere in grado di resistere ad un incendio per un periodo di tempo determinato (da qui le diverse classificazioni REI delle serrande) e deve avere un meccanismo che ne garantisca, sempre in caso di incendio, la chiusura meccanica immediata.
Generalmente una serranda tagliafuoco è costituita da:
- cassa in acciaio zincato o in silicato di calcio
- pala con asse di rotazione orizzontale realizzata in cartongesso o silicato di calcio
- meccanismo di chiusura automatica della pala
- microinterruttori per lettura posizione remota della posizione della pala

A tale proposito le prime serrande tagliafuoco utilizzavano unicamente una molla per consentire la chiusura della pala che, in condizioni di non-allarme veniva mantenuta aperta da un fusibile metallico (detto anche disgiuntore termico). Tale componente era realizzato in una particolare lega in grado di sciogliersi a circa 72 °C permettendo l'immediata chiusura della serranda. Una volta raggiunta tale posizione un microinterruttore (detto "finecorsa") comandava lo spegnimento dell'impianto di aerazione e riportava l'allarme ad eventuali altri dispositivi elettronici.
Oggi tuttavia i decreti ministeriali in tema di sicurezza impongono la sempre maggiore diffusione di impianti di rilevazione incendi negli edifici in grado di comandare elettricamente la chiusura di porte e serrande tagliafuoco in caso di allarme. Questa circostanza, unita alla necessità di poter testare semestralmente lo stato di salute delle serrande stesse tramite una completa chiusura e apertura, ha imposto l'utilizzo di servomotori elettrici specificatamente sviluppati per questa applicazione. Questi dispositivi dispongono di una molla meccanica interna "caricata" tramite un motore elettrico con ingranaggi in robusto acciaio; il sensore di temperatura o un segnale elettrico del sistema di rilevazione incendi consente l'immediata chiusura della serranda anche in caso di mancata alimentazione elettrica. Contemporaneamente il dispositivo permette il test periodico della serranda stessa anche da una postazione remota rendendo più agevole, facile e sicura l'attività degli addetti alla sicurezza dell'edificio o al sistema di "building automation".
A partire dalla fine degli anni novanta la Comunità Europea ha intrapreso la via dell'unificazione delle prove e della classificazione delle serrande tagliafuoco. Le normative comunitarie UNI-EN 13501-3 e UNI-EN 1366-2 sono state definitivamente recepite dalla legislazione italiana tramite il Decreto 16 febbraio 2007 del Ministero dell'Interno che impone a partire dal 2012 (art. 5 e appendice A.5.2) l'utilizzo delle nuove serrande tagliafuoco al posto di quelle cosiddette "certificate REI". La nuova normativa definisce più elevati ed efficienti standard di qualità e sicurezza del prodotto soprattutto grazie al test del dispositivo di chiusura (che nelle precedenti norme italiane non veniva esaminato) ed alla verifica di ermeticità ai fumi freddi.
Proprio quest'ultimo aspetto determina un serio miglioramento per la sicurezza degli occupanti, infatti tutti gli studi italiani ed esteri in tema di incendio negli edifici attestano alla diffusione del fumo nei locali (nelle prime fasi del sinistro e quindi a temperature inferiori ai 50 °C) la principale causa di ricovero o decesso.
L'utilizzo delle nuove serrande tagliafuoco e di moderni sistemi di rilevazione incendi permette quindi di impedire la diffusione all'interno dell'edificio sia del calore sia del fumo (e gas tossici) sviluppati.